# Línea 55 (Avanza Zaragoza)

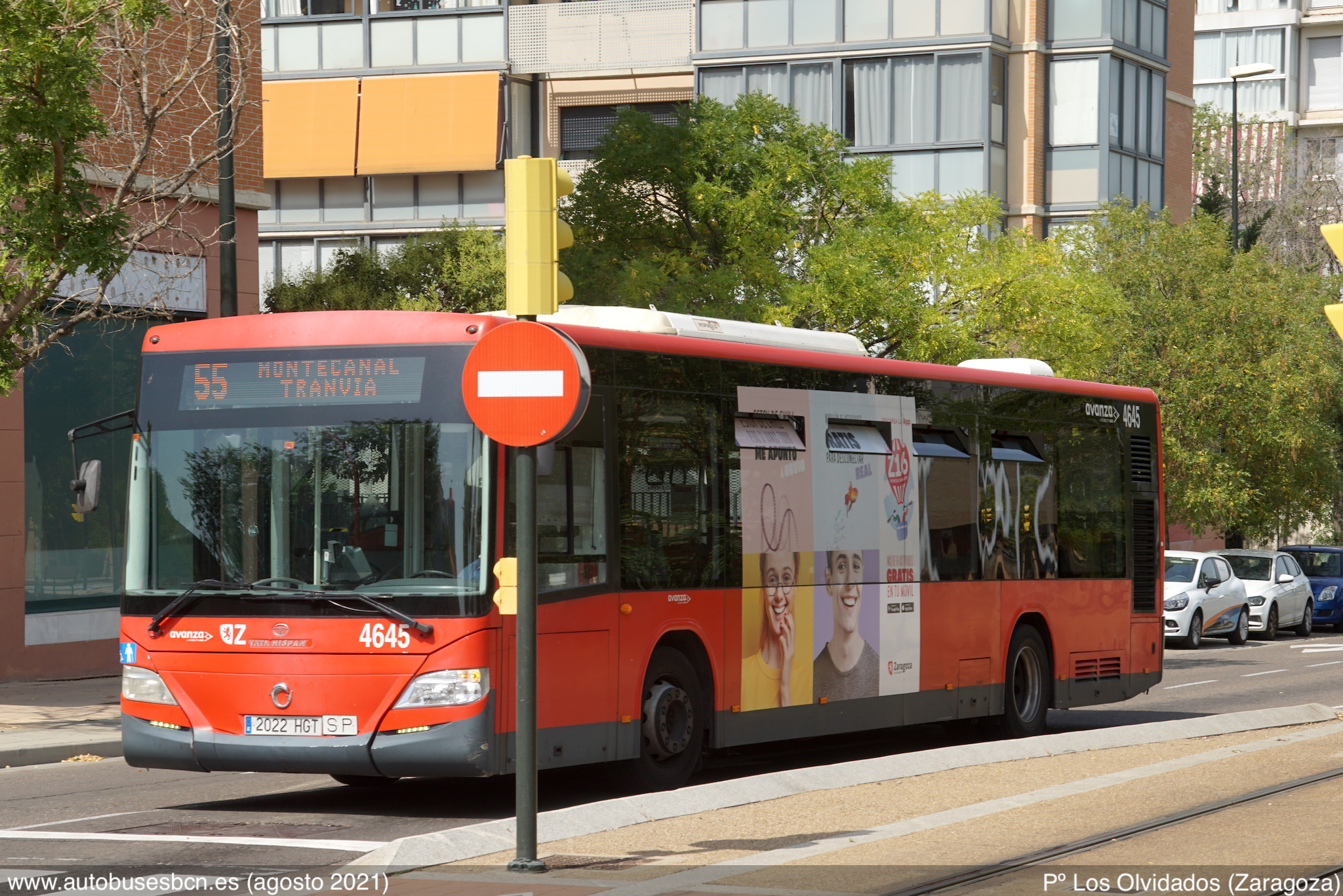
55 en Pº Los Olvidados (Zaragoza), agosto 2021

La línea 55 es una línea lanzadera de Avanza Zaragoza. Realiza el recorrido comprendido entre el barrio de Montecanal y la Plaza de la Bámbola del barrio de Valdespartera en la ciudad de Zaragoza (España).
Tiene una frecuencia media de 8 minutos.

## Recorrido
Paseo de los Olvidados, Belle Epoque, Gómez Laguna, Avenida Ilustración, Gómez Laguna, Belle Epoque, Paseo de los Olvidados